# Société Nationale des Chemins de fer Français
La Société nationale des chemins de fer français (Società nazionale delle ferrovie francesi) (SNCF) è una delle principali aziende pubbliche francesi, concessionaria in esclusiva sia dei servizi pubblici di trasporto ferroviario – passeggeri e merci, sia delle infrastrutture della rete ferroviaria nazionale francese. I dipendenti sono circa 450.000 (compresi i dipendenti delle partecipate presenti in tutto il mondo es. geodis, arep ecc.). La rete sfruttata conta circa 32.000 km di linee, di cui 1.500 km di linee ad alta velocità e 14.500 km di linee elettrificate. La società fa circolare in media 14.000 treni al giorno. 
Il direttore generale esecutivo dal 1º novembre 2019, è Jean-Pierre Farandou.
Dal 1º gennaio 2020, la SNCF è diventata una società anonima.

## Storia

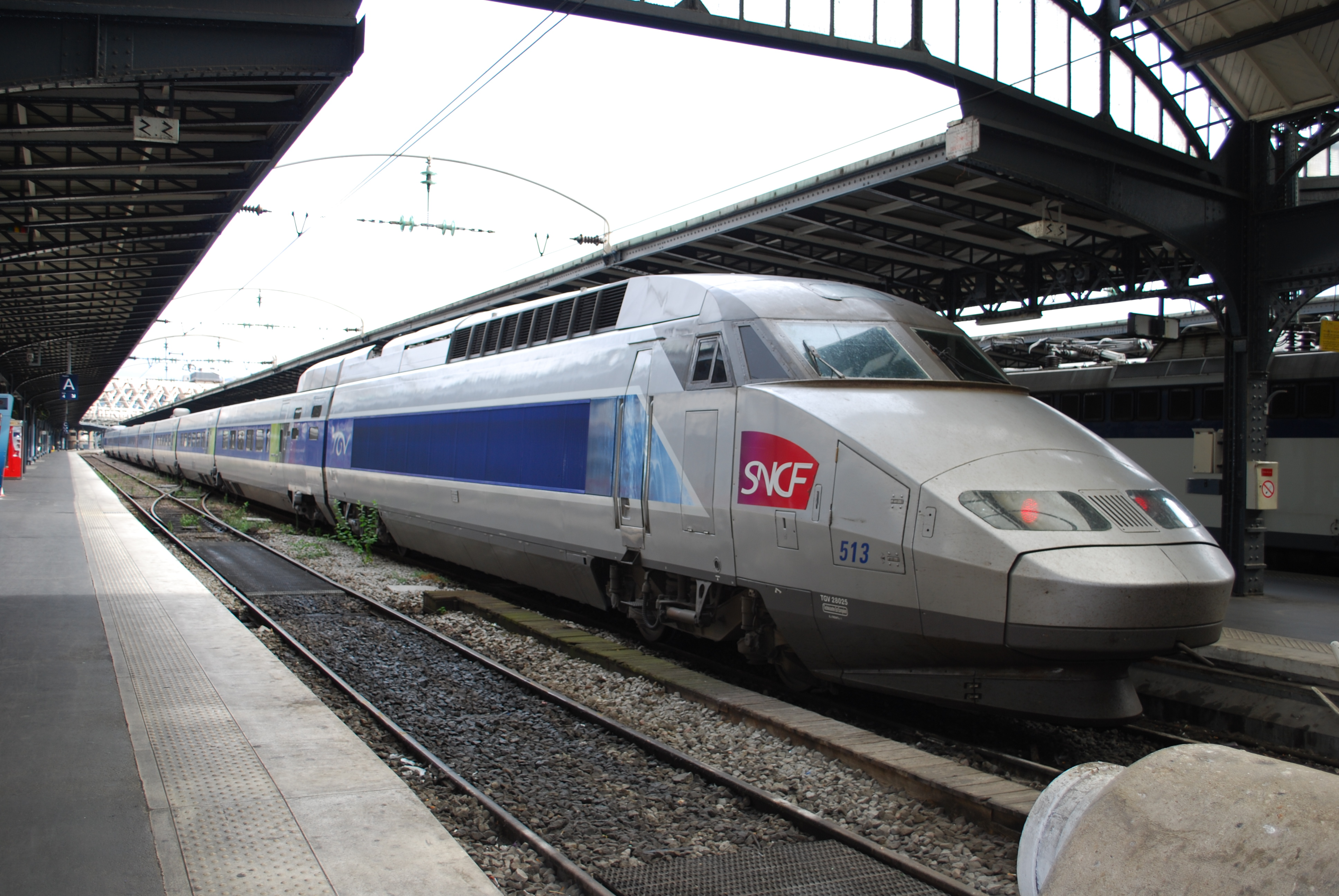
Un TGV della SNCF nella stazione di Parigi Est

La SNCF è stata creata il 1º gennaio 1938 dal governo di Camille Chautemps al posto delle cinque società preesistenti oltralpe: Chemin de Fer de l'Est, Chemin de Fer de l'État, Chemin de Fer du Nord, Chemin de Fer de Paris à Lyon et à la Méditerranée (PLM), Chemin de Fer de Paris à Orléans et du Midi (PO-Midi), (formata nel 1934 dalla fusione di Chemin de Fer de Paris à Orléans e Chemin de Fer du Midi).

All'epoca era una società anonima d'economia mista, creata per una durata di 45 anni, di cui lo stato possedeva il 51 % del capitale mentre il 49 % restante apparteneva agli azionisti delle precedenti compagnie. Il personale aveva lo status di funzionario pubblico.
Il 31 dicembre 1982, la convenzione del 1937 venne a scadenza e l'intera SNCF ritornò in mano allo Stato, che le diede un nuovo statuto. La SNCF, divenne un'EPIC (Établissement public à caractère industriel et commercial) (Struttura Pubblica a Carattere Industriale e Commerciale) e i suoi dipendenti non furono più considerati funzionari. Una carta dei doveri e dei piani programmatici pluriennali regolano l'insieme delle relazioni fra stato e impresa.
Dalla crisi del 1995 che si era tradotta in un grande sciopero dei ferrovieri, non è stato firmato alcun contratto di pianificazione. Lo Stato continua ancora ad offrire un aiuto corrispondente alle prestazioni dette di servizio pubblico che includono:
- le tariffe speciali per i passeggeri delle grandi linee (riduzioni per le famiglie numerose, per i militari, ecc.),
- lo sfruttamento dei servizi d'interesse regionale (TER) intermediati da convenzioni con le regioni che sono divenute le autorità organizzatrici
- e, per le merci, alcune prestazioni di trasporto combinato.

Nel 1997, seguendo le direttive imposte dall'Unione europea in merito alla suddivisione delle competenze tra i vari settori delle linee ferroviarie, la proprietà della rete fu trasferita ad una nuova EPIC, la RFF (Réseau ferré de France), creata a questo scopo con la legge del 13 febbraio 1997, che ricevette anche il debito legato all'infrastruttura. La SNCF conserva la missione di sfruttare i servizi di trasporto e la parte commerciale delle stazioni, e deve corrispondere a RFF un canone per l'utilizzo dei binari e della parte ferroviaria delle stazioni; d'altra parte, per quanto la gestione della circolazione e la manutenzione della rete siano competenze di RFF, essendo quest'ultimo il gestore dell'infrastruttura ferroviaria, è la SNCF che esegue di fatto questi compiti per conto di RFF, nel quadro di una convenzione fra le due società finalizzata anche a:
- rendere più trasparenti le relazioni finanziarie fra lo Stato azionista ed il sistema ferroviario, al fine di sanarle progressivamente, e
- permettere, in condizioni non discriminatorie, l'arrivo di nuove società ferroviarie, che dovrebbero fare concorrenza alla SNCF sugli stessi binari.

In pratica, sul primo aspetto della riforma, questa ha complicato la situazione ed ha provocato numerosi conflitti fra RFF e SNCF (a proposito delle stazioni, dell'esecuzione delle opere di manutenzione, della tariffazione dell'utilizzo dei binari, ecc.).
Nel 2014 la RFF venne reintegrata all'interno del gruppo SNCF.
Quanto al secondo, permettere la concorrenza, esistevano altri tipi di impedimenti alla liberalizzazione e di fatto (se si eccettuano filiali della SNCF, come iDTGV) dopo la nazionalizzazione il primo treno "privato" ha circolato solamente nel giugno 2005 (un convoglio merci fra la Lorena e la Germania).
Tra il 1983 e il 2011 la SNCF aveva in gestione la rete ferroviaria della Corsica, da tale anno è gestita da Chemins de fer de la Corse.

## Il gruppo SNCF
La SNCF controlla più di 500 filiali presenti nelle attività legate al trasporto di persone o merci, alla logistica o ad attività di studio e ingegneria dei trasporti. Il gruppo SNCF è uno dei più importanti gruppi di trasporto in Europa ed ha anche alcune attività legate al trasporto stradale attraverso l'emanazione SNCF Fret.
OUI.sncf (precedentemente, fino al 7 dicembre 2017, Voyages-sncf.com) è il sito di vendita dei titoli di viaggio SNCF e un'agenzia di viaggio on-line. È il primo sito commerciale di Francia. Il nuovo sito è stato ottenuto grazie alla creazione ad hoc del nuovo dominio di primo livello .sncf. Nel 2003, ha attirato 36 milioni di clienti e registrato 7 milioni di transazioni per una cifra d'affari di 467 milioni di Euro, di cui l'80% di vendita di biglietti del treno, il resto concernente gli aerei, gli alberghi ed il noleggio di automobili. Il sito è anche il più grande cliente francese della pubblicità su internet.
La SNCF ha lanciato un nuovo modo di sfruttamento e commercializzazione dei TGV, l'iDTGV, filiale di diritto privato che ha debuttato il 6 dicembre 2004.

### Attività del gruppo
La sua attività comprende 5 rami principali:
SNCF Infra
Questo ramo è incaricato della gestione, dell'esercizio e della manutenzione della rete ferroviaria e dell'ingegneria infrastrutturale nel settore ferroviario (per conto della Réseau Ferré de France)
SNCF Proximités
Questo ramo è incaricato del trasporto pubblico urbano, periurbano e regionale:
- TER: treno regionale convenzionato con le regioni francesi
- Transilien: equivalente del TER nell'Île-de-France
- Intercités: treno interregionale a media e lunga percorrenza, comprendenti anche i treni Téoz diurni e i Lunéa notturni (dal 2012)
- Keolis (70 %)
- EFFIA (99,99 %)

SNCF Voyages
Questo ramo è incaricato del trasporto ferroviario a lunga distanza e ad alta velocità:
- Trasporto ferroviario in Francia
  - TGV
  - iDTGV
  - Intercités
- Trasporto ferroviario in Europa
  - Artésia (50 %): connessioni verso l'Italia (Filiale sciolta a fine 2011)
  - Elipsos (50 %): connessioni verso la Spagna
  - Eurostar (55 %): connessioni verso l'Inghilterra
  - Lyria (74 %): connessioni verso la Svizzera
  - Thalys (62 %): connessioni verso il Belgio, i Paesi Bassi e la Germania
  - Alleo : connessioni verso la Germania
  - WESTbahn (26 %): connessioni ferroviarie in Austria
- Trasporto marittimo
  - SeaFrance (100 %) (impresa in liquidazione giudiziaria, gennaio 2012)
- Studi
  - Rhealys SA (30 %)
- Distribuzione
  - Voyages-sncf.com (50,1 %), l'agenzia di viaggio sul web della SNCF
  - Rail Europe (50 %)
  - GLe-commerce

SNCF Geodis
Questo ramo è incaricato del trasporto della logistica, esclusivamente per le merci
Gares & Connexions
Questo ramo è incaricato della gestione e dello sviluppo delle stazioni